# Valle del Sol (Alicante)
Valle del Sol es una urbanización y distrito situado entre los términos municipales de Alicante y Mutxamel, en la provincia de Alicante, España. Desarrollada a finales del siglo XX, la zona acoge principalmente viviendas unifamiliares y forma parte del municipio de Mutxamel como distrito rural.

## Toponimia
El topónimo «Valle del Sol» se eligió con fines promocionales y turísticos para atraer compradores de segunda residencia. No existen referencias históricas previas a su uso en la documentación municipal antes de la urbanización.

## Geografía
La urbanización se ubica entre las partidas de El Boter (Mutxamel) y Monnegre (Alicante), con una muy pequeña extensión en la partida El Portell de la Moleta (Mutxamel), donde compartido con Monnegre se ubica el antiguo Hotel Valle del Sol. 
Como distrito de Mutxamel, engloba las partidas de El Boter, Tossal Redó, Baiona Alta, El Salt, L'Almaina, Molí Nou y parte de Borratxina.  La altitud media es de 200 m s. n. m. y el clima es mediterráneo, con veranos calurosos e inviernos suaves.

## Historia

### Urbanización moderna
El proyecto de «Valle del Sol» se inició en los 1980s, con parcelaciones de terrenos rústicos y construcción de chalés en la década de 1990. En 2011 se instaló la red de abastecimiento de agua potable desde un depósito en la partida vecina Tossal Redó, lo que permitió el suministro directo en las primeras viviendas. Entre 2000 y 2015 se edificaron aproximadamente 100 parcelas.

### Reconocimiento como distrito
En 2005 el Ayuntamiento de Mutxamel denominó oficialmente el área «Distrito Valle del Sol–Río Park» para gestionar servicios y mantenimiento en varias partidas rurales.

## Demografía
Por parte de Muchamiel, cuenta con una población de 175 habitantes, y por parte de Alicante, con 139, lo que da un total de 314 habitantes.

## Transporte publico
- Autobús: Línea M-1 conecta Valle del Sol con Mutxamel, Río Park y Bonalba.[4]

## Patrimonio y entorno

### Hotel Valle del Sol (2 estrellas)[5]

#### Instalaciones del alojamiento
- Bar/Cafetería
- Parque Infantil
- Jardín/Terraza
- Parking

#### Servicios estandar de habitación
- Calefacción
- Teléfono

#### Instalaciones de Ocio
- Piscina
- Pistas de tenis

#### Historia del Hotel:
Construido en la década de 1980 junto a la entrada de la urbanización, funcionó como alojamiento turístico hasta comienzos de los 2000, posteriormente, se comenzó la remodelación de algunas plantas, pero por problemas económicos quedó en estado de abandono. Posteriormente, en 2020, la Guardia Civil incautó 1.400 plantas de marihuana en el antiguo hotel, donde unos narcotraficantes anunciaban la apertura de una residencia de ancianos como tapadera.

### Microrreserva Bec de l'Àguila
El cerro Bec de l'Àguila (475 m s. n. m.) es microrreserva de flora desde 1999 y ofrece rutas de senderismo que parten de la urbanización.